# Federico Favali

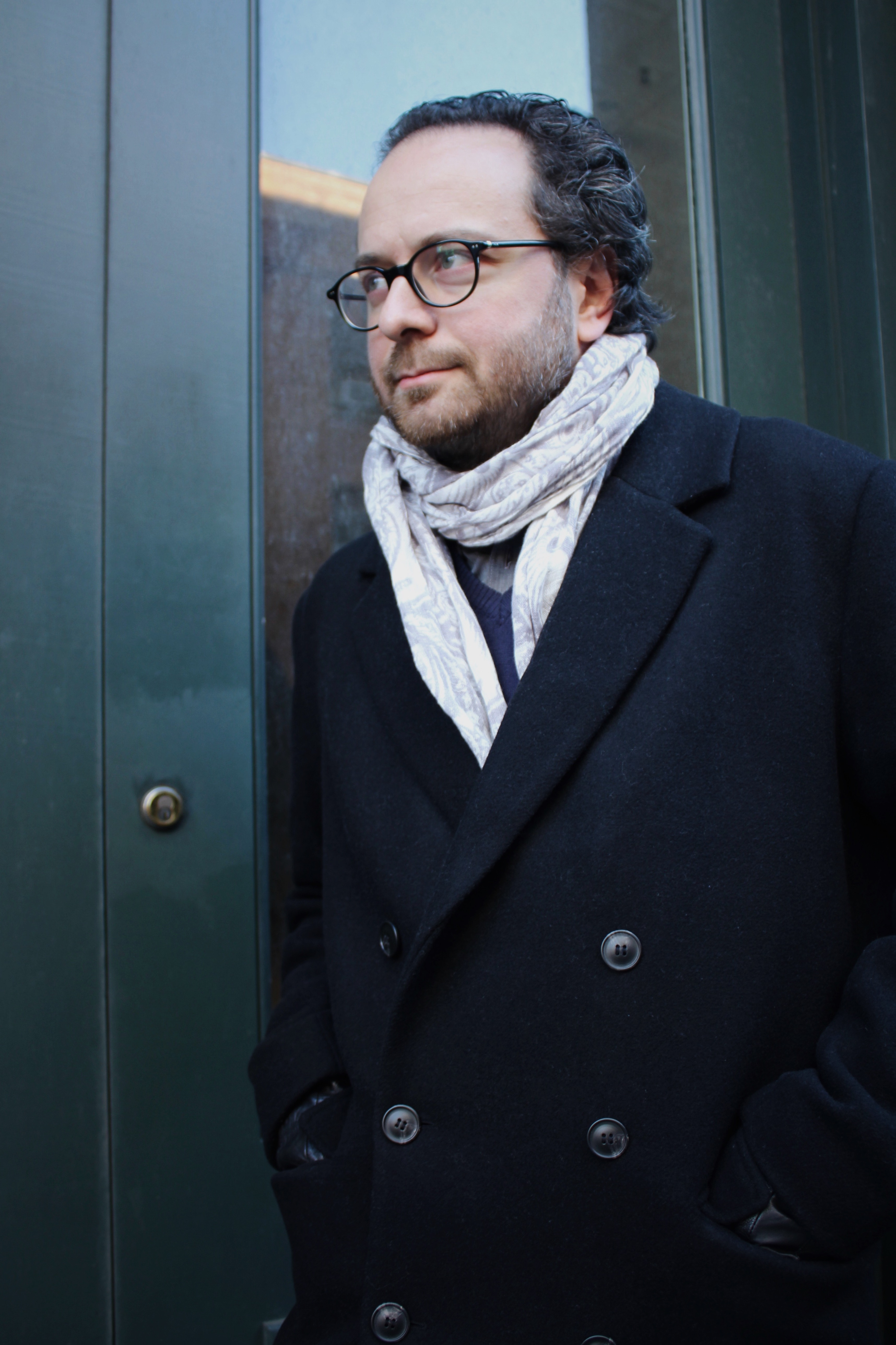
Federico Favali

Federico Favali (Pietrasanta, 17 de junio de 1981) es un compositor italiano de música clásica.

## Biografía
Crece en Lucca, donde comienza a escribir música de manera autodidacta desde muy joven. En 2004, termina la carrera de piano en el Istituto superiore di studi musicali “L. Boccherini” de Lucca y en 2008 se gradúa en Disciplinas de Arte, Musica e Spettacolo en la Universidad de Bolonia con una tesis sobre Alban Berg.
Posteriormente, estudia composición en el King’s College de Londres, la Universidad de Birmingham, el conservatorio “G. Puccini” en La Spezia y la New York University Steinhardt School of Culture, Education and Human Development en Nueva York.
Su música ha sido interpretada en numerosas ciudades italianas y en el extranjero en países como Alemania, Inglaterra, Argentina, Indonesia, Irlanda, Australia, Corea del Sur, Estados Unidos y Japón, entre otros. Colaborò para mucho tiempo, entre otros, con el contrabajista Gabriele Ragghianti.
En 2014, recibe el encargo del Teatro del Giglio de Lucca de escribir una ópera, la primera comisión de este teatro en los últimos 18 años. Esta ópera, titulada “Il crollo di Casa Usher”, está basada en la obra del mismo título de Edgar Allan Poe y recibe su estreno en el Teatro San Girolamo de Lucca el 4 de mayo de 2014.
El 31 de diciembre de 2014, la Municipalidad de Lucca lo premia con el galardón “Lucchese dell’anno”.
En el año 2015, es invitado a participar en el famoso festival Daegu International Contemporary Music en Corea del Sur.
Al año siguiente se convierte en el primer compositor residente de la Associazione Musicale Lucchese para toda su temporada de música de cámara.
En marzo de 2016, el saxofonista Benjamin Sorrell le encarga una pieza que se estrena en Texas Tech University dentro del North American Saxophone Alliance. Desde abril de ese mismo año es miembro del American Composers Forum.
Tres meses más tarde, ejerce como director artístico del concierto Armonia dell’infinito. Da San Francesco al mondo. La música celebrado en el auditorio San Francesco en Lucca. El evento era organizado por la Fondazione Cassa di Risparmio di Lucca.
En el verano 2017 pasò un período de estudio a la Fondazione Giorgio Cini-Venecia.

## Obras

### Música de cámara
Yemaya (2013)
Hypothetical spaces (2014)
Ombre di spazi e silenzi (2014)
Quando passai di qui era di notte (2015)
Time, old age, beauty (2015)

### Instrumento solista
Raggio di sole di miele (2010)
Empire of the light (2012)
Intimate memories (2013)
The world is on fire (2015)
Zreg (2015)
Metalogicalities (2016)

### Música vocal
Ocean of time (2012)
Beltà poiché t’assenti (2013)
Spontanea terra (2014)

### Orquesta
La meravigliosa storia delle onde del mare (2011)
Sun salutation (2017)

### Teatro
Il crollo di casa Usher (2013-2014